# 카추코

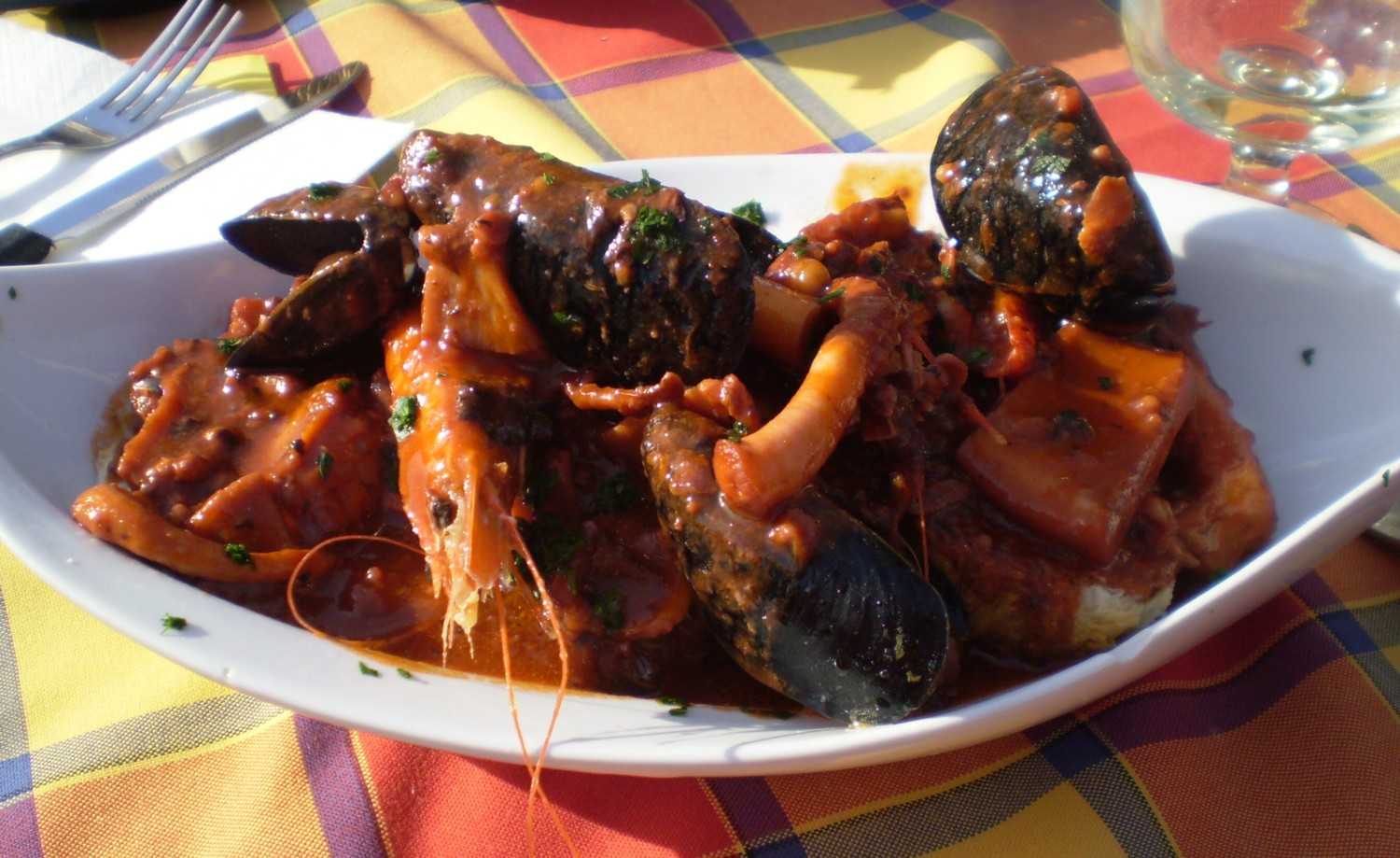
카추코

카추코 (이탈리아어:Cacciucco)는 이탈리아 요리의 일종으로 생선 스튜이며 토스카나주와 리구리아주의 서부 해안 지방 고유 음식이다. 특별히 토스카나 주의 항구도시 리보르노가 이 요리로 유명하며 다른 곳 하나는 북쪽의 비아레지오가 있다.
조개나 해산물을 푹 끓인 스튜의 일종이다. 반드시 5종의 물고기가 스튜에 들어가야 하는데 카우치코의 이름이 c로 시작하기 때문에 반드시 하나는 c로 시작하는 어종을 넣어야 한다고 한다. 지중해에서 구할 수 있는 여러 종류의 생선을 사용할 수 있다.
양파, 토마토, 주키니호박, 마늘, 아니스, 파슬리, 백리향, 갈은 고춧가루, 소금, 월계수 등 여러 채소가 첨가되며 포도주의 경우 백포도주와 적포도주에 상관 없이 사용한다. 지역에 따라 사용 재료는 천차만별이다.
실질적으로는 근동 지역과 관계가 있는데 카추코라는 단어는 튀르키예어 kaçukli에서 유래한 것으로 보인다. 이와 유사한 요리는 포르투갈, 스페인, 프랑스, 그리스 등 여러 요리에 존재한다.